# Oksana Kiselyova
Oksana Kiselyova (ur. 30 maja 1992 w Azerbejdżanie) – azerska siatkarka, grająca jako atakująca. Obecnie występuje w drużynie Lokomotiv Baku.

## Sukcesy

### Sukcesy klubowe
Mistrzostwo Azerbejdżanu:
- 2015